# Imade Annouri
Pour les articles homonymes, voir Annouri.
Imade Annouri, né le 20 février 1984 à Anvers est un homme politique belge flamand, membre de Groen.
Il est bachelor en travail social (HUBrussel, 2010); conseiller intégration des étudiants allochtones (KUL, 2010 - 2014)

## Fonctions politiques
- député au Parlement flamand depuis le 25 mai 2014.

## Décoration
- Chevalier de l'ordre de Léopold (2024)[1].